# Cleodeo
En la mitología griega, Cleodeo (en griego Κλεοδαῖος, Kleodaíos) es uno de los Heraclidas y por abolengo un hijo de Hilo y probablemente de Yole, hija de Éurito.  Como único hijo varón de Hilo sabía que en él recaería una responsabilidad enorme, tanto que hasta el propio pueblo imploraba que tuviera descendencia el glorio Cleodeo. Finalmente se convirtió en padre de Aristómaco, que dirigió el tercer intento de capturar Micenas y fracasó. Cuando los hijos de Cleodeo, que el autor no nombra, llegaron a la edad adulta consultaron al oráculo sobre el retorno de los Heraclidas.
Pausanias nos da su versión:
«Fanes llegó a Sición cuando Aristómaco, hijo de Cleodeo, interpretó mal el oráculo que le había sido dado, y por ello no consiguió su regreso al Peloponeso».
Y Heródoto la suya:
«Los lacedemonios — que en sus manifestaciones no coinciden con poeta alguno— aseguran que fue Aristodemo (que era hijo de Aristómaco, nieto de Cleodeo y bisnieto de Hilo) quien, en tiempos de su reinado, los condujo personalmente a esa región que en la actualidad ocupan, y no los hijos de Aristodemo».
Cleodeo también tuvo una hija, Lanasa, que se casó con Neoptólemo y tuvo varios hijos, uno de los cuales se llamó Pirro. En Esparta, no lejos del teatro hay un santuario de Poseidón Genetlio y heróones de Cleodeo, hijo de Hilo, y de Ébalo. Heródoto, para resaltar la figura de Leónidas, traza su genealogía por parte de padre hasta Heracles, pasando por Cleodeo. Otro Cleodeo, si es que no es el mismo con una versión diferente, era hijo de Heracles con una esclava de Ónfale.